# 內瑟爾巴赫河 (艾施河支流)
49°34′16.76″N 10°33′31.24″E / 49.5713222°N 10.5586778°E
內瑟爾巴赫河（德語：Nesselbach）是德國的河流，位於該國東南部，由巴伐利亞負責管轄，屬於艾施河的左支流，河道全長9.2公里，流域面積19.5平方公里。